# Marija Igorewna Sidorowa
Marija Igorewna Sidorowa (russisch Мария Игоревна Сидорова; * 21. November 1979 in Balaschicha) ist eine ehemalige russische Handballspielerin.

## Karriere
Sidorowa begann das Handballspielen beim russischen Verein Weschnjaki in Moskau. Ab 2001 hütete Sidorowa das Tor des russischen Spitzenvereins GK Lada Toljatti, mit dem sie 2002, 2003, 2004, 2005, 2006 und 2008 die russische Meisterschaft, 2007 den russischen Pokal, 2002 den Europapokal der Pokalsieger sowie 2012 den EHF-Pokal gewann. Weiterhin stand sie 2007 mit Lada im Finale der EHF Champions League. Ab der Saison 2012/13 spielte sie für Swesda Swenigorod. Mit Swesda Swenigorod errang sie 2014 den russischen Pokal. Im Jahre 2015 beendete sie ihre Karriere.
Sidorowa bestritt über 180 Länderspiele für die russische Nationalmannschaft. Mit Russland wurde sie 2007 und 2009 Weltmeisterin. Bei den Europameisterschaften errang sie 2006 die Silbermedaille. Bei den Olympischen Spielen 2008 holte sie sich die Silbermedaille. Weiterhin nahm Sidorowa an den Olympischen Spielen 2012 in London teil.
Sidorowa ist seit dem Herbst 2016 als Teamleiterin der russischen Frauennationalmannschaft tätig.